# Alessandro Costacurta
Alessandro Costacurta (sinh ngày 24 tháng 4 năm 1966) là một hậu vệ bóng đá người Ý sau này chuyển qua làm huấn luyện viên.
Costacurta đã trải qua khoảng 20 năm tại Milan, với một giai đoạn ngắn ở AC Monza dưới hợp đồng mượn. Anh nổi tiếng với vai trò của mình cùng với Franco Baresi, Paolo Maldini và Mauro Tassotti, tạo nên bộ tứ hậu vệ huyền thoại của lịch sử Serie A và bóng đá châu Âu thập niên 1980-1990. Anh chủ yếu chơi vị trí trung vệ nhưng có thể chơi ở vị trí sườn phải nếu cần.
Ngày 24/8/1986, lần đầu tiên Costacurta xuất hiện trong đội hình 1 của Milan trong cuộc đối đầu với Sambenedettese ở Cúp Italia. Khi đó Nils Liedholm là HLV, còn Franco Baresi là đội trưởng của Rossoneri. Trận đấu đầu tiên của ngôi sao này đã không thành công như mong muốn và chỉ một tháng sau, Billy (biệt danh của Costacurta) bị đẩy sang Monza (Serie C1). Chỉ một năm sau, Costacurta trở lại Milan với mục tiêu chinh phục châu Âu, và ngay lập tức anh được HLV tin dùng. Trận đầu tiên của anh ở Serie A là trận thắng Verona 1-0 năm 1987, dù chỉ được vào sân từ băng ghế dự bị (thay Donadoni). đó cũng là trận derby đầu tiên trong sự nghiệp của "thượng nghị sĩ", khi ấy anh mới 21 tuổi.
Sau bước ngoặt quan trọng đó, Baresi và Costacurta trở thành bộ đôi trung vệ xuất sắc nhất trong lịch sử Serie A suốt 10 năm liên tiếp. Ở Italia, hiếm có cầu thủ nào trung thành với một CLB như Costacurta. 20 năm ở Milan và 23 danh hiệu, anh cùng với Maldini là cầu thủ có nhiều danh hiệu nhất vào thời điểm hiện tại. Trong mắt những đồng nghiệp trẻ, cựu danh thủ Milan là một thủ lĩnh trong phòng thay đồ, luôn bảo vệ đồng đội trong mọi tình huống.
Sự nghiệp của Costacurta cũng trải qua biết bao thăng trầm, sóng gió và nuối tiếc. Chỉ trong tháng 5-7/1994, Billy vắng mặt trong 2 trận chung kết liên tiếp lớn nhất trong sự nghiệp là Champions League và World Cup 1994 đều vì thẻ phạt. Chín năm sau, "thượng nghị sĩ" lại sút hỏng một quả penalty trong trận tranh Cúp Liên lục địa với Boca Juniors.
Cựu trung vệ của Milan đã có 20 năm phục vụ đội bóng áo sọc Đỏ-Đen (1987-2007), với 3 bàn thắng sau 458 trận tại Serie A. Trong màu áo ĐT Italia, Costacurta đã ghi được 2 bàn/59 lần khoác áo Thiên thanh.
Cũng như bao cầu thủ khác sau khi chia tay sân cỏ, Costacurta theo nghiệp HLV. Sau hơn 1 năm làm trợ lý cho HLV Ancelotti, Billy quyết định rời Milan để dẫn dắt Mantova đang thi đấu tại Serie B từ năm 2008.